# Gancia

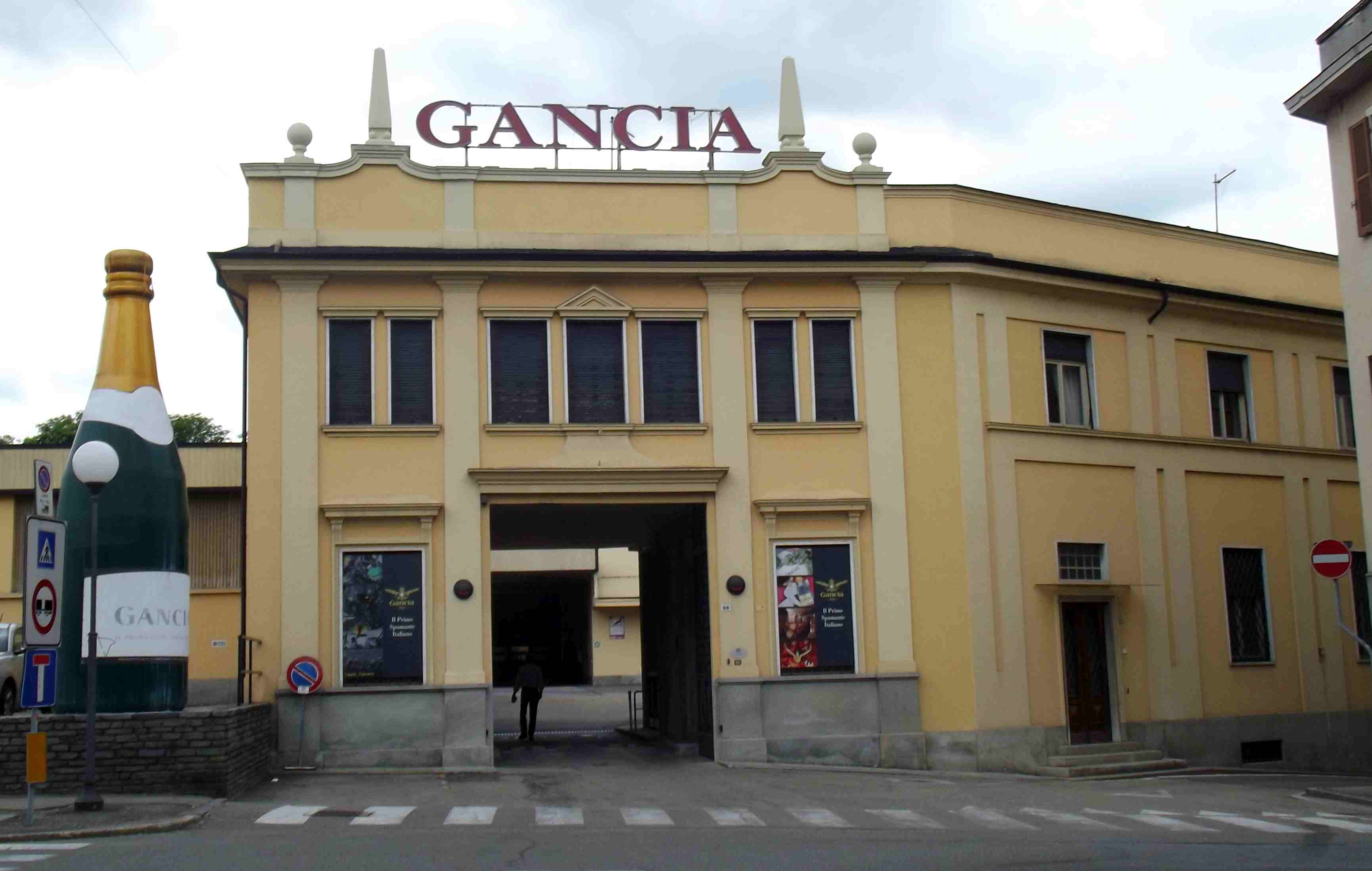
Kantoor van Gancia in Canelli

Gancia is een Italiaans bedrijf dat wijn maakt. Het werd opgericht in 1850 door Carlo Gancia in de regio Piëmont. Gancia was een pionier in het creëren van de eerste Italiaanse mousserende wijn. Hij reisde naar Reims om de wijnproductie in de Champagne te bestuderen en bracht de "méthode champenoise" mee terug naar Canelli, aangepast aan de muskaatdruiven van deze streek.
Het bedrijf is vooral bekend om zijn Gancia Aperitivo Originale.